# Niklas III. Muffel

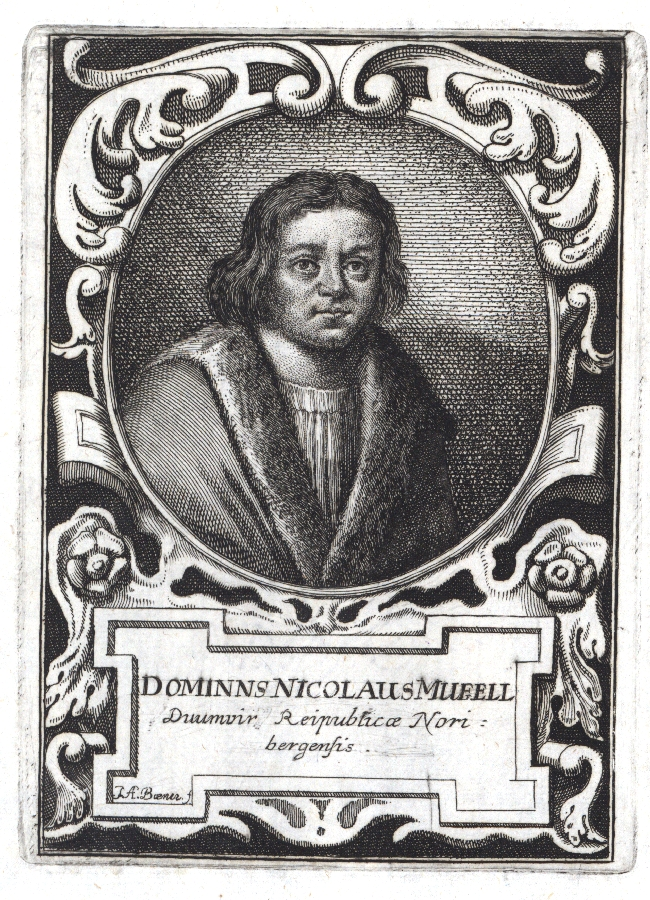
Niklas III. Muffel

Nik(o)la(u)s III. Muffel (* 1409/1410 in Nürnberg; † 28. Februar 1469 ebenda) entstammte einer Nürnberger Patrizierfamilie, den Muffel. Er war Pfleger des Egidienklosters und des Klaraklosters, Alter Bürgermeister, Nürnbergs Gesandter beim Schwäbischen Städtebund, bei Markgraf Albrecht „Achilles“ von Brandenburg, bei Kaiser Friedrich III. und schließlich über die außergewöhnlich lange Zeit von zwölf Jahren Losunger (Verwalter der städtischen Steuern) der Reichsstadt Nürnberg. Des Weiteren war er als Autor tätig. Nach angeblicher Unterschlagung städtischer Gelder, Geheimnisverrat und einem aufsehenerregenden Prozess wurde das bekannte Stadtoberhaupt zum unehrenhaften Tode am Galgen verurteilt. Am 28. Februar 1469 wurde das Urteil vollstreckt.

## Geschlecht

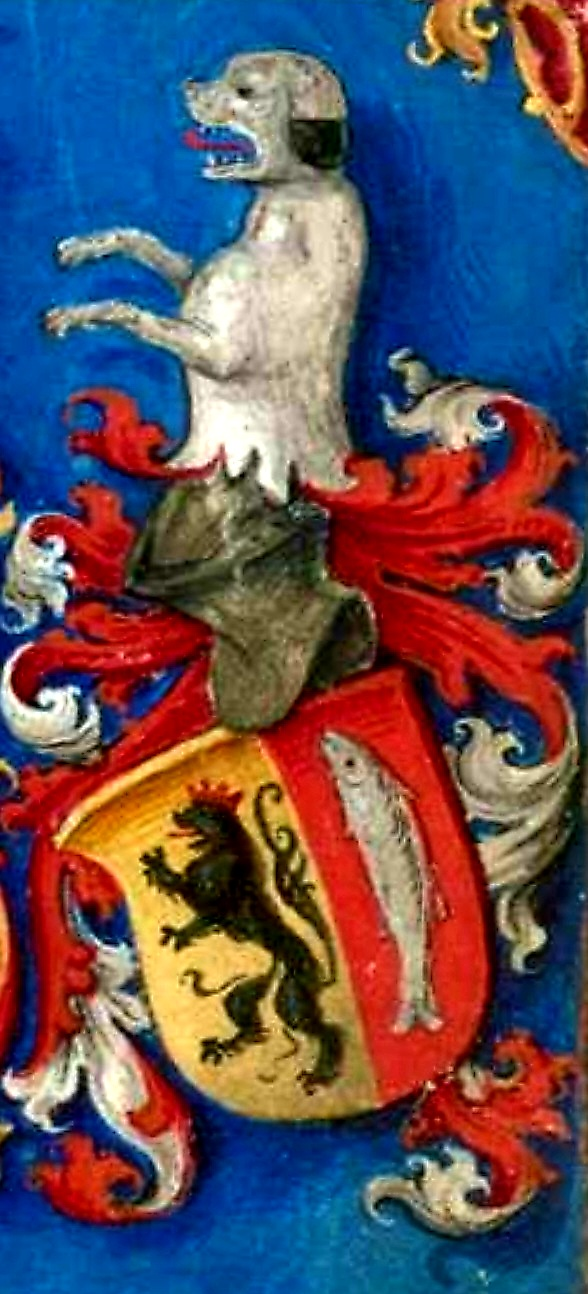
Stammwappen der Muffel

Der Ursprung des Muffel-Geschlechts ist nicht eindeutig geklärt. Es ist wahrscheinlich, dass die „Träger einer kurzen Schnauze“ von einem staufischen Ministerialengeschlecht aus dem oberpfälzischen Neumarkt abstammten. Die Muffel wurden erstmals 1288 urkundlich in Nürnberg erwähnt und scheinen ab 1300 eine führende Rolle in Nürnberg gespielt zu haben, wobei das für die damalige Zeit durchaus seltene Familienwappen erstmals in einer Urkunde von 1303 zu finden ist. Der Familie wurde 1332 das Recht zugesprochen, Mitglieder in den „Inneren Rat“ zu entsenden. Von da an waren die Muffel mit kurzen Unterbrechungen, bis zum Aussterben der Eschenauer Hauptlinie im Jahre 1784, im „Inneren Rat“ vertreten und gehörten zu den „alten“ ratsfähigen Geschlechtern.
Der Aufstieg der Familie im 14. Jahrhundert begann mit Hans Muffel dem Älteren. Dieser taucht erstmals 1317 in einer Liste der Genannten des Größeren Rats auf und lässt sich von 1332 bis 1361 urkundlich nachweisen. Hans der Ältere war lange Zeit Ratsmitglied. Konrad Groß, damals der wohl bedeutendste und reichste Patrizier und Stifter des Heilig-Geist-Spitals, setzte ihn als Testamentsvollstrecker ein. Seine finanzielle Stärke zeigt sich in mehreren Zeugnisse darüber, dass Hans der Ältere verschiedenen Bischöfen gewinnbringend Geld lieh.
Hans der Ältere hatte fünf Söhne, Paulus, Fritz, Jakob, Niklas I. und Hans der Jüngere, eventuell auch nichtbelegte Töchter.
Niklas I. war Handelsherr und der wohl bedeutendste Vertreter der Muffel dieser Generation.
Neben seiner Handelstätigkeit war Niklas I. lange Jahre Rechenherr und Bürgermeister im Nürnberger Rat. Seine Amtszeit fiel in die politisch spannungsreichen Jahre des Städtekriegs. Besonders geeignet für diesen Posten schien er durch sein besonderes Verhältnis zu König Wenzel. Dieser war finanziell abhängig von Muffel und anderen Nürnberger Bürgern und überließ Niklas I. und dessen Ehefrau Barbara einen Span des Heiligen Kreuzes. Die Beschenkten stifteten daraufhin den Heiligkreuzaltar mit ewigem Licht für die Egidienkirche in Nürnberg.
Bis 1400 waren alle fünf Söhne Hans Muffels des Älteren gestorben. Sie hatten die Grundlage zum reichen Familienbesitz und zum hohen Ansehen in Nürnberg gelegt.
Fritz und Paulus hatten keine Söhne hinterlassen. Von den drei Söhnen Hans des Jüngeren lebten nur noch zwei, Grundlach und Ulrich, der als einziger der drei Brüder kurz dem Rat angehört hatte. Kurz nach Beginn des neuen Jahrhunderts starben auch sie und hinterließen keine Nachkommen.
Nur Niklas II., der einzige Sohn Niklas I. und seiner Frau Barbara konnte das Geschlecht weiterführen. Dennoch ist verhältnismäßig wenig von ihm und seiner Frau Brigitte überliefert, was an ihrem frühen Tod liegt.

## Leben und Wirken
Aus Muffels Gedenkbuch stammt die Annahme, Niklas III. Muffel sei 1410 geboren. Allerdings zeigt ein Vergleich weiterer Angaben aus dieser Schrift, den Ratslisten dieser Zeit und einer Heiratsurkunde, dass auch das Jahr 1409 als Geburtsjahr in Frage käme.
Aufgrund des frühen Todes seiner Eltern verwaiste Niklas III. bereits im Alter von fünf Jahren und wuchs zusammen mit seiner Schwester Barbara bei seiner Großmutter Barbara Muffel auf. Durch das Ableben ihres Mannes und ihres Sohnes, ihr eigenes langes Leben und ihre außergewöhnliche Persönlichkeit wurde sie zur einflussreichsten Frau des Geschlechts, die ihren Aufgaben als zeitweise einzige mündige Vertreterin der Muffel vollständig nachkam. Die sogenannte „Muffelin“ vermehrte und bewahrte den Familienbesitz und kümmerte sich im neu erworbenen Wohnhaus gegenüber dem Egidienkloster um ihre Enkel. 1436 verzichtete sie zugunsten ihres einzigen männlichen Enkels weitgehend auf ihren Besitz.
So hatte Niklas III. bei ihrem Tode 1442 längst die Geschäfte der Familie übernommen.
1431 heiratete er Margarete von Lauffenholtz, Tochter Conrads von Lauffenholtz.

### Ämter
1426 belehnte König Sigmund den erst im vorangegangenen Jahr mündig gewordenen Niklas III. unter anderem mit dem Dorf Eckenhaid und der Hälfte Eschenaus.
Bereits acht Jahre später, 1433, wurde Muffel Mitglied des Nürnberger Rats, dem er bis zu seinem Tode angehörte und der ihm schon zu Beginn seiner Laufbahn die Pflege des Nürnberger Klaraklosters und die des Egidienklosters anvertraute.
1443 wurde Niklas Muffel zum Alten Bürgermeister gewählt, erhielt im darauffolgenden Jahr erstmals einen selbständigen Auftrag als Gesandter und vertrat Nürnberg beim neuen schwäbischen Städtebund. Dabei konnte er seine diplomatischen Fähigkeiten unter Beweis stellen und für seine Vaterstadt einige wichtige Ausnahmebestimmungen vereinbaren.
1447 begann Muffel zwischen Ulm und Nürnberg zu „pendeln“ und sich im schwäbischen Städtebund fast vier Jahre lang für die Interessen seiner Vaterstadt einzusetzen.
Seine Arbeit als Gesandter erledigte Muffel derart zufriedenstellend, dass er, als sich der seit langem schwelende Streit mit dem Markgrafen Albrecht Achilles zuspitzte, an den Hof König Friedrichs III. in Wiener Neustadt gesandt wurde.
Nach langwierigen Verhandlungen, in deren Verlauf Muffel sogar vom König selbst empfangen worden war, kam es 1450 zu einer ersten Einigung, einem vorläufigen Friedensschluss und in den drei folgenden Jahren zu einem endgültigen Ausgleich. Nach Vermittlung durch Herzog Ludwig von Bayern wurde 1453 ein Vertrag unterzeichnet, mit dessen Ergebnis Nürnberg zufrieden sein konnte. Es gelang darin, die lange umstrittenen Ansprüche und Rechte der Stadt zu erhalten und zu bewahren.
Dass dieser Einigungsprozess derart lange gedauert hatte, lag an der Schwerfälligkeit der Entschlüsse von Hof und König und nicht an fehlendem Eifer oder mangelndem Verhandlungsgeschick Muffels. Im Gegenteil: Niklas Muffels eifrigem Einsatz und seinen diplomatischen Fähigkeiten während des Markgrafenkrieges und bei der Bewältigung seiner Folgen ist es wohl zuzuschreiben, dass er 1451 mit der ehrenvollen Aufgabe betraut wurde, der Kaiserkrönung Friedrichs III. in Italien beizuwohnen. Er führte die Nürnberger Delegation an, überbrachte einen Teil der Reichskleinodien aus Nürnberg und erwirkte eine kaiserliche Bestätigung der Privilegien seiner Vaterstadt.
Die Teilnahme an der Krönung 1452 bedeutete für Niklas Muffel zweifellos den Höhepunkt seiner noch bis 1455 andauernden Laufbahn im Diplomatendienst Nürnbergs.
Während seines Aufenthalts in Rom war Muffel zu einem der drei Obersten Hauptleute gewählt worden. Beschleunigt durch mehrere Todesfälle und die Resignation zweier Älterer Herren wurde er 1457 zum Losunger ernannt und stand damit zusammen mit einem zweiten Losunger an der Spitze des Rates.
Dieses Amt hatte Niklas III. bis 1469 ununterbrochen inne, wodurch ihm die Stadtsiegel, die Schlüssel zu den Reichskleinodien und Toren anvertraut waren. Außerdem lagen die gesamte Finanzverwaltung, die Steuereinnahmen und die Rechnungslegung in seiner Verantwortung, er führte weitere ehrenvolle Delegationen an und kümmerte sich um Ordnung, Organisation und Ausbau des reichsstädtischen Archivs.
Neben seiner politischen Tätigkeit gehörte es auch zu Niklas Muffels Aufgaben, den reichen Familienbesitz zu bewahren und zu vermehren. So häufte er beträchtlichen Grundbesitz an, indem er Höfe und Güter kaufte oder mit ihnen belehnt wurde.

### Schriften
Im Zuge der Teilnahme Muffels an der Kaiserkrönung Friedrichs III. in Rom entstand 1452 eine Beschreibung der Stadt Rom (Überlieferung: Autographische Reinschrift, Bayerische Staatsbibliothek München; Umfang: 43 Seiten). Der Bericht in der Tradition der „Mirabilia Romae“ lässt sich in drei Hauptabschnitte untergliedern: die sieben Hauptkirchen, die Stationstage römischer Kirchen während der geschlossenen Zeit und die Schilderung weiterer wichtiger Kirchen Roms und einiger weltlicher Bauwerke.
Die nicht enden wollende Aufzählung der Kirchen, Kapellen und Altäre Roms ist gespickt mit der Nennung erstaunlicher Reliquien und der entsprechend zu erwartenden Ablässe. Von den Gesetzestafeln Moses, dem brennenden Dornbusch und der Windel Jesu ist dabei ebenso die Rede wie von verschiedenen Marienbildern, die allesamt vom heiligen Lukas gemalt worden seien. Neben der Wiedergabe einer Menge frommer Legenden, die unkritisch und naiv als Tatsachen dargestellt werden, scheint auch kein Ablassversprechen zu groß: So habe beispielsweise Papst Sylvester bei Besuch der Kirche St. Johannes so viele Jahre Ablass versprochen, wie bei der Einweihung der Kirche bei starkem Regen Tropfen gefallen waren.
1468 schloss Niklas Muffel sein im Text „Gedechtnusse und schriefft“ betiteltes Gedenkbuch (Überlieferung: Handschrift, Germ. Nationalmuseum Nürnberg; Abschrift, Bayerische Staatsbibliothek München; Umfang: 6 Seiten) ab. Es enthält Informationen, die seinen Nachfahren zur Erinnerung dienen und bei Rechtsgeschäften nützlich sein sollten. Im Gegenzug hoffte der Verfasser auf die Erhaltung der Familienstiftungen, das Gedenken an die Errungenschaften seiner Vorfahren und seiner selbst sowie die Erlösung vom „ewigen Tod“.
Dementsprechend findet sich im ersten Teil des traditionsbewussten, religiösen Werks eine ausführliche Erzählung, wie die Familie Muffel durch König Wenzel in den Besitz eines Spans vom Heiligen Kreuz gelangte. Daran schließt sich die Beschreibung an, wie Niklas Muffel selbst die frommen Stiftungen, Heiligtümer und Ablassschätze seiner Familie erweitern konnte. Dann kommt der Autor auf seinen Stand, seine Herkunft und seine vielen Erfolge zu sprechen, die im Rat Neider hervorgerufen habe.
Die Entstehung des Textes hängt eng mit Muffels Lebenssituation zusammen: Die eingangs erwähnten Diebstähle waren im Winter 1468 bereits aufgedeckt und Muffel musste zumindest mit einem großen Ansehensverlust rechnen.
Mit einer Aufzählung seiner zahlreichen Kinder, ihrer standesgemäßen Ehepartner und seiner Enkel, der väterlich-fürsorglichen Ermahnung an alle seine Nachfahren, auf Gott allein zu vertrauen, sowie der Nennung der zu seiner Zeit regierenden Machthaber in Reich, Kirche und Nürnberg beendet Niklas III. sein Werk.
Mit dem erwähnten Kinder- und Familienverzeichnis, der historischen Einordnung der Geschehnisse, dem nüchterner Berichtstil, der zu Gunsten emotionaler Schilderungen aufgegeben wird, entspricht „Gedechtnusse und schriefft“ den Konventionen patrizischer Gedenkbücher.

### Stiftungen und Reliquiensammlung
Niklas Muffels Religiosität und Frömmigkeit zeigt sich nicht nur in seiner Beschreibung der Stadt Rom, sondern auch in verschiedenen Stiftungen und einer riesigen Reliquiensammlung.
Bereits 1430 übergab er gemeinsam mit seiner Großmutter Barbara vier seiner Reichsgüter dem „12 Brüder Almosen“ in Karthausen.
Wie bereits erwähnt übertrugen ihm die Ratsherren schon 1433 die Pflegschaft des St. Egidienklosters, fünf Jahre später auch die des Klaraklosters. Wie seine Vorfahren fühlte sich Niklas III. St. Egidien derart verbunden, dass er zur Einrichtung und Ausschmückung der Kirche viel Geld stiftete.
Auch mehrere Gewölbekeller und ein neues Dach für das Egidienkloster gehen auf diese Stiftungen zurück.
Außerdem investierte Niklas III. in eine umfangreiche Reliquiensammlung: Er hatte bereits 308 Stücke gesammelt, bedauerte laut Gedenkbuch allerdings, nicht für jeden Tag des Jahres eine Reliquie zu besitzen. In einem Zusatzentwurf zu seinem Testament aus dem Jahre 1462 nennt Niklas Muffel einige Wünsche, was nach seinem Tod mit den gesammelten Reliquien geschehen soll. So gab er beispielsweise die Anfertigung zweier Tabernakel mit Reliquien für den Heiligkreuzaltar der Egidienkirche und einige Fresken in Auftrag.
Während seiner Romreise 1452 gelang es Niklas Muffel, für die Pfarrkirche des Apostels St. Bartholomäus und die Kapelle der heiligen Erzengels Michael in Eschenau einen Ablassbrief ausgestellt zu bekommen.

### Prozess und Tod
Möglicherweise aufgrund seiner Ausgaben für Reliquien und Stiftungen, durch den Konkurs Anton Paumgartner, der Muffel als Teilhaber schwere Einbußen bescherte, die Kosten um die im Ersten Markgrafenkrieg zerstörten Teile Ermreuths und Eschenaus wiederaufzubauen oder bloße Verschwendungssucht, verschlechterte sich Niklas Muffels finanzielle Lage zusehends. Er war 1468 gezwungen, mehrere Darlehen aufzunehmen, für die er beispielsweise einen Teil Eschenaus verpfändete. Im selben Jahr verkaufte Muffel sogar das Dorf Ermreuth, welches seine Söhne erst nach dem Tod des Vaters zurückkaufen konnten.
In dieser finanziellen Notlage griff Niklas Muffel in die Stadtkasse: Beim Verlassen der Losungerstube, Aufbewahrungsort der Geldvorräte und wertvollsten Dokumente der Stadt, fielen ihm einige Goldgulden aus dem Ärmel seines Mantels. Zwei Wochen später soll er sich bei der Rechnungslegung des Heilig-Geist-Spitals ein Säckchen mit 1000 Gulden angeeignet haben. Auch Gelder aus der Pflege des Klosters St. Klara sollen veruntreut worden sein.
Als im Frühjahr 1469 bekannt wurde, dass Muffel entgegen seinem Amtseid vertraulich besprochene Sachverhalte nach außen getragen hatte, wurde er verhaftet. Schon am darauffolgenden Tag begann ein zweiwöchiges Verhör durch seine Amtsnachfolger, in welchem er teils mit, teils ohne Folter befragt wurde und letztlich gestand.
Muffel widerrief sein Geständnis, da er nur unter Folter und in der Furcht gestanden habe, ohne Absolution zu sterben.
Bei der Verhandlung und Urteilsfindung spielten heftige Feindschaften des Rates gegen Niklas Muffel eine große Rolle, wie Muffel selbst in seinem Gedenkbuch andeutet:

„(…) domit han ich verdient das mir vil leute im rat neyt und veintschaft tragen“

Laut Eintragungen im Ratsbuch war es bereits seit 1460 zu mehreren Konflikten im kleinen Rat gekommen, die sich zwischen Groland, Tetzel und Muffel abgespielt haben sollen und Letzterem einen Verweis eingebracht haben soll. Gegenüber den Ratsherren hatte Niklas Muffels mehrfach seinen aufbrausenden Charakter gezeigt, was ihn manche Zuneigung gekostet und einige Zurückhaltung herbeigeführt habe könnte.
Nach entsprechend belastenden Aussagen der zweiten und dritten Losunger Anton Tucher und Anton Tallner und nach einem der spektakulärsten Prozesse in der Geschichte Nürnbergs wurde Niklas Muffel am 28. Februar 1469 zum Tode am Galgen verurteilt. Noch am selben Tag wurde das Urteil vollstreckt.
Die Hinrichtung durch den Strang entsprach keinesfalls Muffels Stand, ehrenvoller wäre die Vollstreckung mit dem Schwert gewesen. Ob diese Diskrepanz mit den erwähnten Feindschaften im Rat zu erklären ist oder ob es sich gar um eine politische Verschwörung handelte, welche die übermächtige Stellung Muffels beenden sollte, bleibt bis heute ungeklärt.
Der auch für damalige Verhältnisse nicht als rechtsstaatlich geltende Prozess und die Hinrichtung Muffels erregten schon bei Zeitgenossen ungewöhnliches Aufsehen, was sich beispielsweise in einem, sich auf den Fall Muffel beziehenden, Zeitgedicht von Heinz Übertwerch, dem „Muffel-Lied“, zeigt.

### Nachfahren
Niklas III. hatte sechs Söhne und sechs Töchter. Drei seiner Töchter starben früh, Barbara trat bereits in jungen Jahren dem Klarakloster bei, Anna heiratete Friedrich IV. Kreß und Ursula vermählte sich mit Heinrich IV. Topler.
Johann strebte eine Laufbahn als Geistlicher an und wurde zuerst Domkapitular in Bamberg, später Propst von St. Stephan.
Niklas IV. zog sich nach der Erbteilung im Jahr 1469 aus Nürnberg zurück und begründete von Ermreuth ausgehend die Linie der „Muffel von Ermreuth“. Diese erlosch im Jahr 1912.
Gabriel, der zweitälteste der Söhne Niklas III., blieb in Nürnberg und wurde neun Jahre nach dem Tod des Vaters als Alter Gesandter in den Kleineren Rat gewählt. Zwar blieb er bis zu seinem Tode ununterbrochen Ratsherr, konnte allerdings nie langfristig zum Jüngeren Bürgermeister aufsteigen. Die von Gabriel I. Muffel weitergeführte Linie der „Muffel von Eschenau“ blieb mit Nürnberg verbunden und erlosch 1784.
Niklas V., Hieronymus und Heinrich blieben ledig. Während Hieronymus im hohen Alter ins Franziskanerkloster eintrat, von Heinrich kaum mehr bekannt ist, als dass er zeitweise am Hof des Pfalzgrafen Friedrich weilte, starb Niklas V. bereits ein Jahr nach seinem Vater als Student in Leipzig.

## Auktionen
- 1825 in Nürnberg: Auf dem großen Bogen eines Choralbuches ist in der Mitte eine Malerei aufgesetzt; Kaiser Friedrich der III. sitzet auf einem Thronsessel, und überreicht einem knienden Ritter (Jac. Muffel) das ihm verliehene Wappenschild., 1490[32]
- 1826 in Nürnberg: Eine alte mit Gold aufgehöhte Wassermalerei der deutsche König überreicht, N. Mussel sein verm. Wappenschild., Verzeichniß der Sammlung der Bücher, Oelgemälde, Kupferstiche, Wasser- und Email=Malereien, … des zu Nürnberg verstorbenen Herrn Oberpostmeisters Schustern welche … Textarchiv – Internet Archive